# 永井英慈
永井 英慈（ながい えいじ、1937年（昭和12年）6月2日 - 2021年（令和3年）3月5日）は、日本の政治家。位階は従四位。
元衆議院議員（3期）。群馬県勢多郡赤城村（現・渋川市）出身。

## 学歴
- 群馬県立渋川高等学校
- 慶應義塾大学法学部政治学科

## 略歴
永井は川崎市北部を主な営業地域とするスーパーマーケットチェーン、永井商店（現・ナガイ）の経営者一族の一員で、地域住民への知名度は以前から高かった。
- 1975年、川崎市多摩区から神奈川県議会議員に当選（3期、自由民主党→新自由クラブ所属）。
- 1987年、川崎市長選挙に自民党・民社党などの推薦で立候補するが、日本社会党・日本共産党などが推薦する現職の伊藤三郎に敗れ落選。
- 1989年、伊藤の病気に伴う辞職による川崎市長選挙に再び立候補するが、伊藤の後継として立候補した高橋清に敗れ落選。
- 1993年7月、引退した進歩党代表の田川誠一及び民社党を離党した小川泰の事実上の後継候補として、日本新党（第39回衆議院議員総選挙で自身に出馬要請した民社党神奈川県連支持）より第40回衆議院議員総選挙に旧神奈川2区から立候補し、自民党小泉純一郎郵政相、公明党市川雄一書記長、社会党岩垂寿喜男元党総務局長らを押さえトップで初当選する。
- 1994年3月、党役員人事で副代表幹事に就任。4月、羽田内閣発足で郵政政務次官に就任。12月10日新進党結成に参加。
- 1996年10月、第41回衆議院議員総選挙に神奈川10区で新進党公認で立候補し、自民党の田中和徳や共産党の中路雅弘を抑えて2期目の当選（田中と中路は比例南関東ブロックで復活当選）。川崎市多摩区出身で、新生党から新進党に参加した松沢成文に神奈川9区へ含まれた自分の地盤を譲り、川崎市南部が選挙区となる10区からの立候補となった。
- 1997年12月、新進党分党。1998年1月、国民の声（鹿野道彦グループ）、次いで民政党に移籍。4月、民主党へ参加。
- 2000年11月、第42回衆議院議員総選挙に神奈川10区から立候補。小選挙区では田中に惜敗したが、比例区南関東ブロックで復活し、3期目の当選。
- 2003年9月、第43回衆議院議員総選挙に立候補せず。同年4月に松沢が神奈川県知事へ転出し、空白となった神奈川9区への選挙区変更も予測されたが、結局永井は立候補そのものを取りやめた。
- 2005年、「都市アナリスト」を自称した活動の開始を宣言。多摩区内の生田緑地の荒廃ぶりを自らのホームページで指摘。
- 2007年、旭日中綬章受章[1]。
- 2021年3月5日、川崎市内の病院で死去。83歳没[2]。死没日をもって、従四位に叙される[3]。

## 文献

### 著書
- 『市民主義のまちづくり』（1998年）
- 『新しい大都市制度論』（1985年）
- 『日本再構築・そのI』（1995年）
- 『私の電車主義宣言・生き残りのカギを探し求めて』（1998年）